# Allsvenskan
L'Allsvenskan (conosciuta anche come Fotbollsallsvenskan) è il massimo torneo professionistico del campionato svedese di calcio.
Istituita nel 1924 in contrapposizione allo Svenska Mästerskapet e riconosciuta ufficialmente dalla Federazione a partire dal 1930, è basata su un sistema a promozione e retrocessione dalla Superettan. La stagione in genere si apre a fine marzo o al massimo ai primi di aprile per concludersi in novembre. Secondo la classifica stilata dalla UEFA in base al coefficiente, nel 2019 occupa la ventiduesima posizione.

## Formula
Vi partecipano 16 squadre che si affrontano a turno nel girone di andata (generalmente disputato tra marzo e luglio) e nel girone di ritorno (tra luglio e ottobre), per un totale di 30 partite. L'attuale sistema di assegnazione dei punti, introdotto a partire dal torneo del 1990, prevede l'attribuzione di tre punti alla squadra vincitrice e zero a quella sconfitta, mentre in caso di pareggio viene assegnato un punto a ciascuna squadra.
In base al coefficiente stilato annualmente dalla UEFA viene stabilito il numero delle posizioni di classifica disponibili per l'accesso alle competizioni europee: l'accesso alla UEFA Champions League è riservato alla vincitrice della manifestazione, che ha accesso al primo dei quattro turni preliminari riservato alle squadre vincitrici di tornei che occupano la zona che va dalla diciassettesima alla quarantottesima posizione nella classifica del ranking UEFA.
Per quanto riguarda la UEFA Europa Conference League, hanno accesso al terzultimo turno preliminare le squadre classificatesi al secondo e al terzo posto, più la vincitrice della coppa nazionale o la quarta classificata.
Retrocedono direttamente in seconda divisione (Superettan) le squadre classificatesi agli ultimi due posti della graduatoria, mentre la terzultima deve disputare un play-off promozione/salvezza con la terza classificata della Superettan.

## Storia
La nascita del torneo fu molto turbolenta. L’originaria formula del campionato svedese in stile coppa a eliminazione diretta non era mai stata modificata, arrivando nei primi anni Venti a impegnare i maggiori club in una pletora di noiosi turni preliminari. Si fece dunque avanti l’idea di trasformare le Svenska Serien, un torneo privato fino a quel momento alquanto discontinuo e sbilanciato sulla città di Goteborg, in una manifestazione nazionale professionale. Come accaduto tuttavia anche in altri paesi la Federazione, dominata dai piccoli club, non offrì alcuna collaborazione al progetto, che le grandi società portarono avanti in maniera scismatica usando come qualificazione la Svenska Serien 1923-1924. Posta davanti al fatto compiuto, la Federazione provò un goffo tentativo di mediazione dichiarando che le finaliste del suo torneo disputato nell’anno solare 1924, che era stato disertato in blocco dai grandi club, sarebbero diventate semplici semifinaliste che avrebbero sfidato per il titolo le due migliori dell’Allsvenskan 1924-1925, ma le grandi squadre rifiutarono. Quando anche il campionato federale del 1925 fu ridotto a una burletta, la Federazione si convinse a non riproporlo ma, offesa, non riconobbe il torneo dei secessionisti per oltre un lustro.
Sin dalla sua istituzione, nel 1924, la Allsvenskan ha visto alcuni cambiamenti nel suo formato, mantenendo tuttavia la struttura di torneo disputato con la formula del girone unico. Il numero delle squadre partecipanti alla manifestazione è stato variato poche volte nel corso degli anni:
- 1924-1972: 12 squadre
- 1973-1981: 14 squadre
- 1982-1990: 12 squadre

- 1990-1993: 10 squadre
- 1993-2007: 14 squadre
- 2008-oggi: 16 squadre

Con il campionato del 1959 è stato inoltre modificato il periodo di svolgimento, passando dalla formula con inizio in autunno e fine in primavera a quella più simile agli altri campionati dei paesi nordici, con inizio a marzo e fine ad ottobre.
I cambiamenti più significativi nel formato della Allsvenskan sono però avvenuti tra gli anni ottanta e i primi anni novanta: nel 1982 fu infatti introdotto un nuovo sistema che prevedeva, al termine del campionato, la disputa di un torneo ad eliminazione diretta (intitolato SM-slutspel) a cui avrebbero partecipato le squadre piazzatesi nelle prime otto (dal campionato 1985 quattro) posizioni di classifica e la cui vincitrice avrebbe vinto il titolo di Campione di Svezia.
Nell'annata 1991 la Allsvenskan fu oggetto di un'ulteriore modifica che vide la divisione della classifica in due zone: le prime cinque si sarebbero affrontate in un girone (denominato Mästerskapsserien) la cui vincitrice avrebbe ottenuto il titolo di Campione di Svezia, mentre le ultime cinque si sarebbero affrontate in un girone in cui le ultime tre sarebbero retrocesse in seconda divisione. Questo formato fu mantenuto fino al 1993, quando fu ripristinato il semplice girone all'italiana con 14 squadre all'avvio (portate a 16 dal torneo del 2008).

## Albo d'oro
Il primo trentennio del campionato svedese fu una semplice coppa, mentre fra i club si giocava un torneo a due gironi. Nel 1924 questi club si rivoltarono, trasformarono questo secondo torneo in un girone unico e boicottarono la coppa federale, che dopo un anno fallì nel disinteresse generale. La Federazione non ha mai perdonato questa ribellione, e non riconosce i tornei fino all’accordo di pace con la Lega siglato nel 1930.
- 1896 ·  Örgryte (1)
- 1897 ·  Örgryte (2)
- 1898 ·  Örgryte (3)
- 1899 ·  Örgryte (4)
- 1900 ·  AIK (1)
- 1901 ·  AIK (2)
- 1902 ·  Örgryte (5)
- 1903 ·  Göteborgs IF (1)
- 1904 ·  Örgryte (6)
- 1905 ·  Örgryte (7)
- 1906 ·  Örgryte (8)
- 1907 ·  Örgryte (9)
- 1908 ·  IFK Göteborg (1)
- 1909 ·  Örgryte (10)
- 1910 ·  IFK Göteborg (2)
- 1911 ·  AIK (3)
- 1912 ·  Djurgården (1)
- 1913 ·  Örgryte (11)
- 1914 ·  AIK (4)
- 1915 ·  Djurgården (2)
- 1916 ·  AIK (5)
- 1917 ·  Djurgården (3)
- 1918 ·  IFK Göteborg (3)
- 1919 ·  GAIS (1)
- 1920 ·  Djurgården (4)
- 1921 ·  IFK Eskilstuna (1)
- 1922 ·  GAIS (2)
- 1923 ·  AIK (6)
- 1924 ·  Fässbergs IF (1)
- 1925 ·  Brynäs IF (1)
- 1924-1925 ·  GAIS
- 1925-1926 ·  Örgryte
- 1926-1927 ·  GAIS
- 1927-1928 ·  Örgryte
- 1928-1929 ·  Helsingborg
- 1929-1930 ·  Helsingborg
- 1930-1931 ·  GAIS (3)
- 1931-1932 ·  AIK (7)
- 1932-1933 ·  Helsingborg (1)
- 1933-1934 ·  Helsingborg (2)
- 1934-1935 ·  IFK Göteborg (4)
- 1935-1936 ·  Elfsborg (1)
- 1936-1937 ·  AIK (8)
- 1937-1938 ·  Sleipner (1)
- 1938-1939 ·  Elfsborg (2)
- 1939-1940 ·  Elfsborg (3)
- 1940-1941 ·  Helsingborg (3)
- 1941-1942 ·  IFK Göteborg (5)
- 1942-1943 ·  IFK Norrköping (1)
- 1943-1944 ·  Malmö FF (1)
- 1944-1945 ·  IFK Norrköping (2)
- 1945-1946 ·  IFK Norrköping (3)
- 1946-1947 ·  IFK Norrköping (4)
- 1947-1948 ·  IFK Norrköping (5)
- 1948-1949 ·  Malmö FF (2)
- 1949-1950 ·  Malmö FF (3)
- 1950-1951 ·  Malmö FF (4)
- 1951-1952 ·  IFK Norrköping (6)
- 1952-1953 ·  Malmö FF (5)
- 1953-1954 ·  GAIS (4)
- 1954-1955 ·  Djurgården (5)
- 1955-1956 ·  IFK Norrköping (7)
- 1956-1957 ·  IFK Norrköping (8)
- 1957-1958 ·  IFK Göteborg (6)
- 1959 ·  Djurgården (6)
- 1960 ·  IFK Norrköping (9)
- 1961 ·  Elfsborg (4)
- 1962 ·  IFK Norrköping (10)
- 1963 ·  IFK Norrköping (11)
- 1964 ·  Djurgården (7)
- 1965 ·  Malmö FF (6)
- 1966 ·  Djurgården (8)
- 1967 ·  Malmö FF (7)
- 1968 ·  Öster (1)
- 1969 ·  IFK Göteborg (7)
- 1970 ·  Malmö FF (8)
- 1971 ·  Malmö FF (9)
- 1972 ·  Åtvidaberg (1)
- 1973 ·  Åtvidaberg (2)
- 1974 ·  Malmö FF (10)
- 1975 ·  Malmö FF (11)
- 1976 ·  Halmstad (1)
- 1977 ·  Malmö FF (12)
- 1978 ·  Öster (2)
- 1979 ·  Halmstad (2)
- 1980 ·  Öster (3)
- 1981 ·  Öster (4)
- 1982 ·  IFK Göteborg (8)
- 1983 ·  IFK Göteborg (9)
- 1984 ·  IFK Göteborg (10)
- 1985 ·  Örgryte (12)
- 1986 ·  Malmö FF (13)
- 1987 ·  IFK Göteborg (11)
- 1988 ·  Malmö FF (14)
- 1989 ·  IFK Norrköping (12)
- 1990 ·  IFK Göteborg (12)
- 1991 ·  IFK Göteborg (13)
- 1992 ·  AIK (9)
- 1993 ·  IFK Göteborg (14)
- 1994 ·  IFK Göteborg (15)
- 1995 ·  IFK Göteborg (16)
- 1996 ·  IFK Göteborg (17)
- 1997 ·  Halmstad (3)
- 1998 ·  AIK (10)
- 1999 ·  Helsingborg (4)
- 2000 ·  Halmstad (4)
- 2001 ·  Hammarby (1)
- 2002 ·  Djurgården (9)
- 2003 ·  Djurgården (10)
- 2004 ·  Malmö FF (15)
- 2005 ·  Djurgården (11)
- 2006 ·  Elfsborg (5)
- 2007 ·  IFK Göteborg (18)
- 2008 ·  Kalmar (1)
- 2009 ·  AIK (11)
- 2010 ·  Malmö FF (16)
- 2011 ·  Helsingborg (5)
- 2012 ·  Elfsborg (6)
- 2013 ·  Malmö FF (17)
- 2014 ·  Malmö FF (18)
- 2015 ·  IFK Norrköping (13)
- 2016 ·  Malmö FF (19)
- 2017 ·  Malmö FF (20)
- 2018 ·  AIK (12)
- 2019 ·  Djurgården (12)
- 2020 ·  Malmö FF (21)
- 2021 ·  Malmö FF (22)
- 2022 ·  Häcken (1)
- 2023 ·  Malmö FF (23)
- 2024 ·  Malmö FF (24)

### Vittorie del campionato
| Club           | Titoli | 2º | Stagioni vittorie |
| -------------- | ------ | -- | --- |
| Malmö FF       | 24     | 15 | 1944, 1949, 1950, 1951, 1953, 1965, 1967, 1970, 1971, 1974, 1975, 1977, 1986, 1988, 2004, 2010, 2013, 2014, 2016, 2017, 2020, 2021, 2023, 2024 |
| IFK Göteborg   | 18     | 9  | 1908, 1910, 1918, 1935, 1942, 1958, 1969, 1982, 1983, 1984, 1987, 1990, 1991, 1993, 1994, 1995, 1996, 2007                                     |
| IFK Norrköping | 13     | 12 | 1943, 1945, 1946, 1947, 1948, 1952, 1956, 1957, 1960, 1962, 1963, 1989, 2015                                                                   |
| AIK            | 12     | 15 | 1900, 1901, 1911, 1914, 1916, 1923, 1932, 1937, 1992, 1998, 2009, 2018                                                                         |
| Djurgården     | 12     | 12 | 1912, 1915, 1917, 1920, 1955, 1959, 1964, 1966, 2002, 2003, 2005, 2019                                                                         |
| Örgryte        | 12     | 6  | 1896, 1897, 1898, 1899, 1902, 1904, 1905, 1906, 1907, 1909, 1913, 1985                                                                         |
| Elfsborg       | 6      | 6  | 1936, 1939, 1940, 1961, 2006, 2012. |
| Helsingborg    | 5      | 8  | 1933, 1934, 1941, 1999, 2011 |
| GAIS           | 4      | 3  | 1919, 1922, 1931, 1954 |
| Öster          | 4      | 3  | 1968, 1978, 1980, 1981 |
| Halmstad       | 4      | 2  | 1976, 1979, 1997, 2000 |
| Åtvidaberg     | 2      | 2  | 1972, 1973 |
| Sleipner       | 1      | 3  | 1938 |
| Hammarby       | 1      | 3  | 2001 |
| IFK Eskilstuna | 1      | 1  | 1921 |
| Kalmar         | 1      | 1  | 2008 |
| Häcken         | 1      | 1  | 2022 |
| Göteborgs IF   | 1      | –  | 1903 |
| Fässbergs IF   | 1      | –  | 1924 |
| Brynäs IF      | 1      | –  | 1925 |

## Partecipazioni al campionato
Sono 66 le squadre che hanno preso parte alle 101 stagioni della Allsvenskan dal 1924-1925 al 2025:
- 97 volte:  AIK
- 93 volte:  IFK Göteborg
- 90 volte:  Malmö FF
- 85 volte:  IFK Norrköping
- 82 volte:  Elfsborg
- 70 volte:  Djurgården
- 69 volte:  Helsingborg
- 58 volte:  Halmstad
- 57 volte:  Hammarby
- 56 volte:  GAIS,  Örgryte
- 53 volte:  Örebro
- 37 volte:  Kalmar
- 34 volte:  Landskrona BoIS,  Öster
- 33 volte:  Degerfors
- 25 volte:  Häcken
- 21 volte:  Sandvikens IF
- 20 volte:  Åtvidaberg,  GIF Sundsvall
- 18 volte:  Brage,  Trelleborg
- 16 volte:  Gefle,  Sleipner
- 14 volte:  IFK Eskilstuna,  Mjällby
- 13 volte:  IFK Malmö
- 12 volte:  Jönköpings Södra,  Sirius
- 11 volte:  Halmia
- 10 volte:  Västra Frölunda
- 9 volte:  Brommapojkarna
- 8 volte:  Gårda BK
- 6 volte:  Östersund
- 5 volte:  Falkenberg,  IFK Sundsvall,  Västerås SK
- 4 volte:  Varberg,  IFK Värnamo
- 3 volte:  Syrianska
- 2 volte:  AFC Eskilstuna,  Hallstahammars SK,  Ljungskile,  Råå IF,  Stattena IF,  IFK Uddevalla,  Westermalms IF
- 1 volta:  Assyriska,  Billingsfors IK,  BK Derby,  Brynäs IF,  Dalkurd,  Enköpings SK,  Högadals IS,  IFK Holmsund,  IFK Luleå,  IK City,  Linköping City,  Ludvika FfI,  Motala,  Norrby,  Oddevold,  Redbergslids IK,  Reymersholms IK,  Sandvikens AIK,  Umeå FC

## Record del massimo campionato svedese

### Giocatori

#### Presenze
I primi dieci giocatori per numero di presenze
| Pos. | Giocatore              | Presenze | Periodo   | Squadre                      |
| ---- | ---------------------- | -------- | --------- | ---------------------------- |
| 1    | Sven Andersson         | 431      | 1981-2001 | Örgryte, Helsingborg         |
| 2    | Andreas Johansson      | 428      | 2002-oggi | Halmstad, IFK Norrköping     |
| 3    | Thomas Ravelli         | 416      | 1979-1997 | Öster, IFK Göteborg          |
| 4    | Daniel Tjernström      | 411      | 1993-2013 | Örebro, Degerfors, AIK       |
| 5    | Sven Jonasson          | 409      | 1928-1947 | Elfsborg                     |
| 6    | Stefan Ishizaki        | 392      | 2000-2019 | AIK, Elfsborg                |
| 7    | Bengt Andersson        | 387      | 1987-2009 | Brage, Örgryte, IFK Göteborg |
| 8    | Christoffer Andersson  | 377      | 1997-2016 | Helsingborg, Halmstad        |
| 9    | Tommy Jönsson          | 371      | 1994-2010 | Malmö FF, Halmstad           |
| 9    | Romário Pereira Sipião | 371      | 2009-oggi | GAIS, Kalmar                 |

#### Reti
I primi dieci giocatori per numero di reti
| Pos. | Giocatore          | Reti | Squadre                   |
| ---- | ------------------ | ---- | ------------------------- |
| 1    | Sven Jonasson      | 252  | Elfsborg                  |
| 2    | Carl-Erik Holmberg | 194  | Örgryte                   |
| 3    | Filip Johansson    | 182  | IFK Göteborg, Gårda BK    |
| 4    | Harry Lundahl      | 179  | Helsingborg               |
| 5    | Bertil Johansson   | 162  | IFK Göteborg              |
| 5    | Harry Bild         | 162  | IFK Norrköping, Öster     |
| 7    | Sven Rydell        | 156  | Örgryte                   |
| 8    | Gunnar Nordahl     | 151  | Degerfors, IFK Norrköping |
| 9    | Tore Keller        | 150  | Sleipner                  |
| 10   | Knut Kroon         | 140  | Helsingborg               |